# Бородино (Крым)

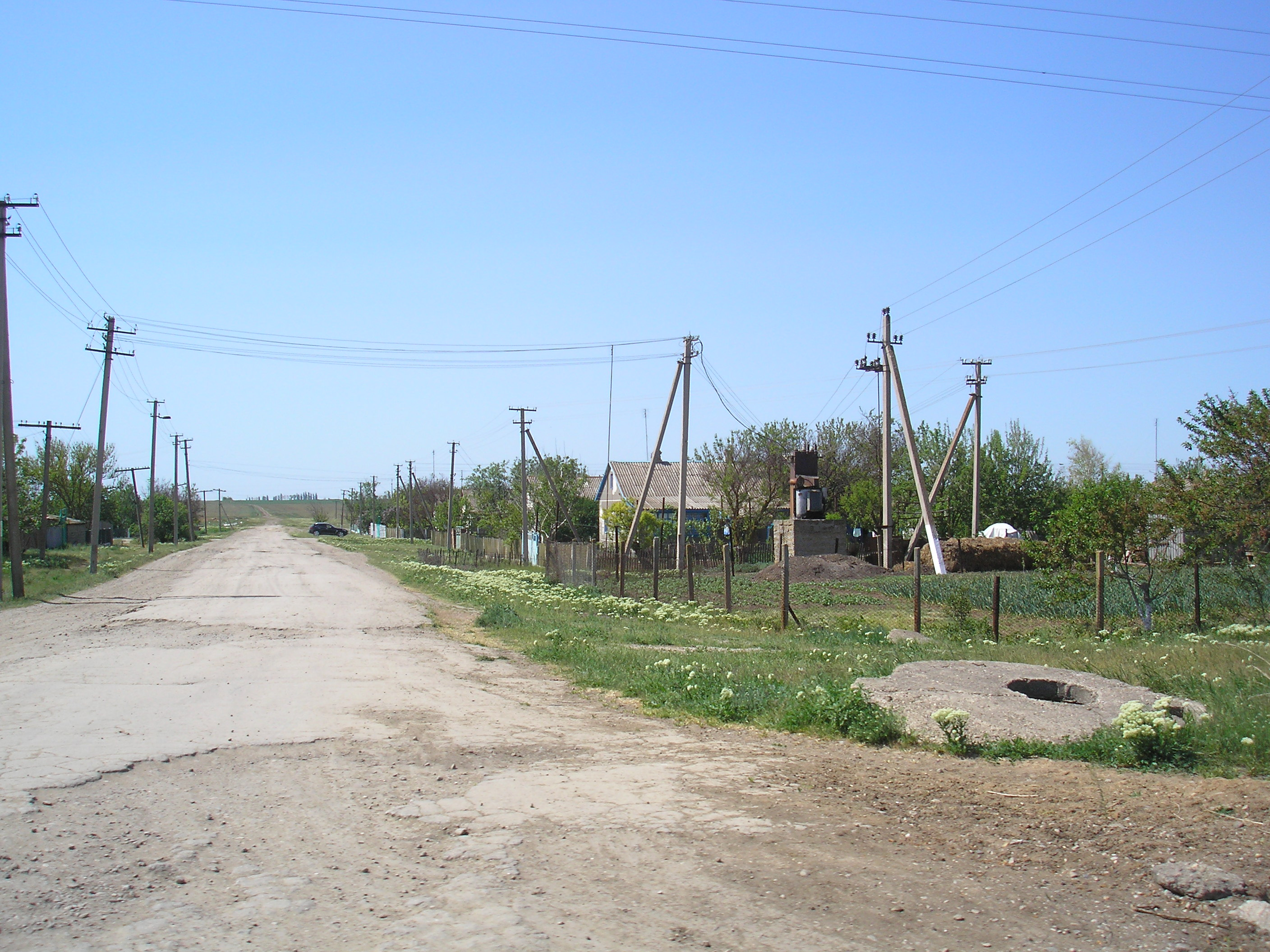

Бородино́ (до 1948 года Миха́йловка; укр. Бородіно, крымскотат. Borodino, Бородино) — село в Джанкойском районе Республики Крым, в составе Просторненского сельского поселения (согласно административно-территориальному делению Украины — Просторненского сельского совета Автономной Республики Крым).

## Население
| 2001 | 2014 |
| ---- | ---- |
| 687  | ↘568 |

Всеукраинская перепись 2001 года показала следующее распределение по носителям языка
| Язык             | Процент |
| ---------------- | ------- |
| русский          | 75.69   |
| крымскотатарский | 23.14   |
| украинский       | 1.16    |

### Динамика численности
| - 1926 год — 23 чел. - 1939 год — 117 чел. - 1989 год — 593 чел. | - 2001 год — 687 чел. - 2009 год — 690 чел. - 2014 год — 568 чел. |

## Современное состояние
На 2017 год в Бородино числится 7 улиц; на 2009 год, по данным сельсовета, село занимало площадь 143,9 гектара на которой, в 207 дворах, проживало 690 человек. В селе действуют сельский клуб. Бородино связано автобусным сообщением с райцентром, городами Крыма и соседними населёнными пунктами.

## География
Бородино — село на востоке района, в степном Крыму, на правом берегу впадающего в Сиваш безымянного ручья, превращённого в коллектор Северо-Крымского канала, высота над уровнем моря — 7 м. Соседние сёла — практически примыкающие с севера Просторное и на юге Светлое. Расстояние до райцентра — около 33 километров (по шоссе), ближайшая железнодорожная станция — Азовская (на линии Джанкой — Феодосия) — примерно 11 километров. Транспортное сообщение осуществляется по региональной автодороге 35Н-169 Азовское — Стефановка (по украинской классификации — С-0-10445).

## История
Судя по доступным историческим документам, Михайловка образована в начале 1920-х годов, поскольку, согласно Списку населённых пунктов Крымской АССР по Всесоюзной переписи 17 декабря 1926 года, в хуторе Михайловка, в составе упразднённого к 1940 году Антониновского сельсовета Джанкойского района, числилось 3 двора, все крестьянские, население составляло 23 человека, все русские. После создания в 1935 году Колайского района (переименованного 14 декабря 1944 года в Азовский), село включили в его состав.

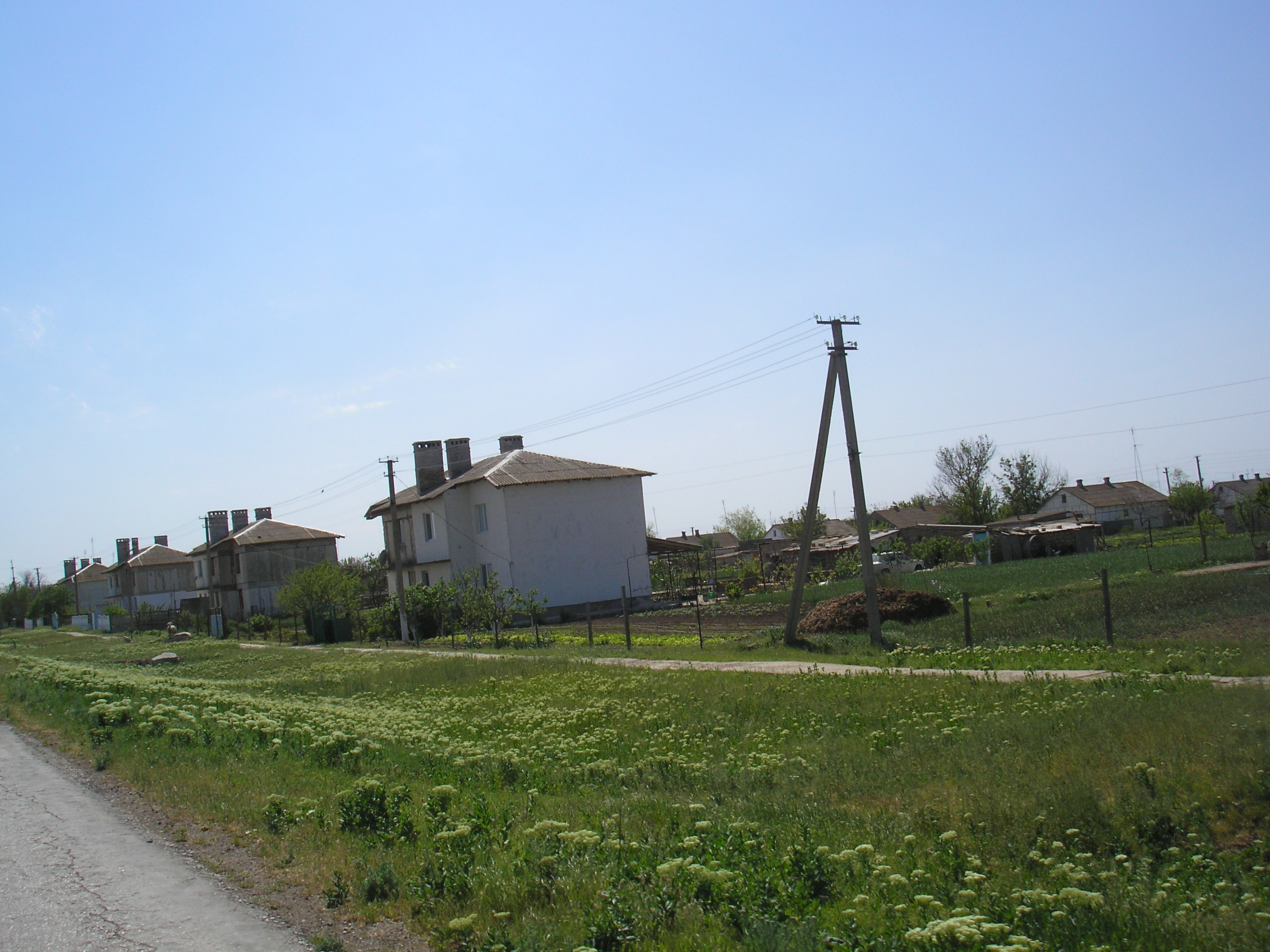

 По данным всесоюзная перепись населения 1939 года в селе проживало 206 человек.
После освобождения Крыма от фашистов в апреле, 12 августа 1944 года было принято постановление № ГОКО-6372с «О переселении колхозников в районы Крыма» и в сентябре 1944 года в район приехали первые новоселы (162 семьи) из Житомирской области, а в начале 1950-х годов последовала вторая волна переселенцев из различных областей Украины. Указом Президиума Верховного Совета РСФСР от 18 мая 1948 года, Михайловку (Славянского сельского совета) переименовали в Бородино. 26 апреля 1954 года Крымская область была передана из состава РСФСР в состав УССР. На 15 июня 1960 года Бородино уже в составе Просторненского сельсовета.
Указом Президиума Верховного Совета УССР «Об укрупнении сельских районов Крымской области», от 30 декабря 1962 года Азовский район был упразднён и село вновь присоединили к Джанкойскому. По данным переписи 1989 года в селе проживал 31 человек. С 12 февраля 1991 года село в восстановленной Крымской АССР, 26 февраля 1992 года переименованной в Автономную Республику Крым. С 21 марта 2014 года в составе Крыма аннексировано Россией.